# 下中村町
下中村町（しもなかむらちょう）は、愛知県名古屋市中村区の地名。現行行政地名は下中村町1丁目から下中村町4丁目。住居表示未実施。

## 地理
名古屋市中村区の中央部に位置し、東に名西通、西に押木田町、南に千成通、北に中村中町と中村本町に接する。

## 歴史
- 1889年（明治22年）10月1日 - 愛知郡下中村が合併に伴い、同郡織豊村大字下中となる[1]。
- 1906年（明治39年）5月10日 - 合併に伴い、愛知郡中村大字下中となる。
- 1921年（大正10年）8月22日 - 名古屋市編入に伴い、同市西区下中村町となる[1]。
- 1931年（昭和6年）10月1日 - 西区下中村町の一部が中区に編入され、中区下中村町が成立[1]。
- 1935年（昭和10年）12月1日 - 西区下中村町の一部が中区下中村町に編入される[1]。
- 1937年（昭和12年）10月1日 - 西区下中村町が中村区に編入され、同区下中村町となる[1]。また、中区下中村町が中川区下中村町となり、一部は中村区下中村町に編入[1]。
- 1938年（昭和13年）9月1日 - 中川区下中村町の全域が中村区下中村町に吸収される[1]。

この他、一部が北畑町・京田町・二ツ橋町・上石川町・下中通・城主町・大宮町・太閤通・中村本町・中村中町・乾出町・砂田町・香取町・熊野町・名西通・白子町・千成通にそれぞれ編入されている。

### 字一覧
1932年（昭和7年）愛知県教育会発行の『明治十五年愛知県郡町村字調』による愛知郡下中村の字一覧
- 乾出（いぬいで）[2]
- 砂田（すなた）[2]
- 上石川（かみいしかわ）[2]
- 石川（いしかわ）[2]
- 西鈍池（にしにぶいけ）[2]
- 折戸（おりと）[2]
- 荒池（あらいけ）[2]
- 北郷中（きたこうちう）[2]
- 押木田（おしきた）[2]
- 七反田（ひちたんた）[2]
- 東鈍池（ひがしにぶいけ）[2]
- 鳥喰（とりばみ）[2]
- 梶（かじ）ノ実（み）[2]
- 稲畑（いなはた）[2]
- 日之宮（ひのみや）[2]
- 鈍海（どんかい）[2]
- 南郷中（みなみごうちゅう）[2]
- 郷東（ごうひがし）[2]
- 岩作（やざこ）[2]
- 三枡田（さんじゅうた）[2]
- 三枡田迎（さんじゅうたむかえ）[2]
- 穴田迎（あなたむかえ）[2]
- 灰冠（はいかむり）[2]
- 長畑（なかはた）[2]
- 城主（じうし）[2]
- 赤須賀（あかすか）[2]
- 白子畑（しろこはた）[2]
- 長筬（ながおさ）[2]
- 六十間（ろくじけん）[2]
- 京田（きょうでん）[2]
- 流（なかれ）[2]

## 世帯数と人口
2019年（平成31年）2月1日現在の世帯数と人口は以下の通りである。
| 町丁     | 世帯数  | 人口  |
| -------- | ------- | ----- |
| 下中村町 | 487世帯 | 957人 |

## 学区
市立小・中学校に通う場合、学校等は以下の通りとなる。また、公立高等学校に通う場合の学区は以下の通りとなる。なお、小・中学校は学校選択制度を導入しておらず、番毎で各学校に指定されている。
| 丁目・字         | 小学校                                    | 中学校               | 高等学校 |
| ---------------- | ----------------------------------------- | -------------------- | -------- |
| 下中村町1丁目    | 名古屋市立日吉小学校 名古屋市立千成小学校 | 名古屋市立豊国中学校 | 尾張学区 |
| 下中村町2丁目    | 名古屋市立日吉小学校 名古屋市立千成小学校 | 名古屋市立豊国中学校 | 尾張学区 |
| 下中村町3丁目    | 名古屋市立日吉小学校 名古屋市立千成小学校 | 名古屋市立豊国中学校 | 尾張学区 |
| 下中村町4丁目    | 名古屋市立日吉小学校 名古屋市立千成小学校 | 名古屋市立豊国中学校 | 尾張学区 |
| 下中村町字六十間 | 名古屋市立日吉小学校                      | 名古屋市立豊国中学校 | 尾張学区 |

## 施設

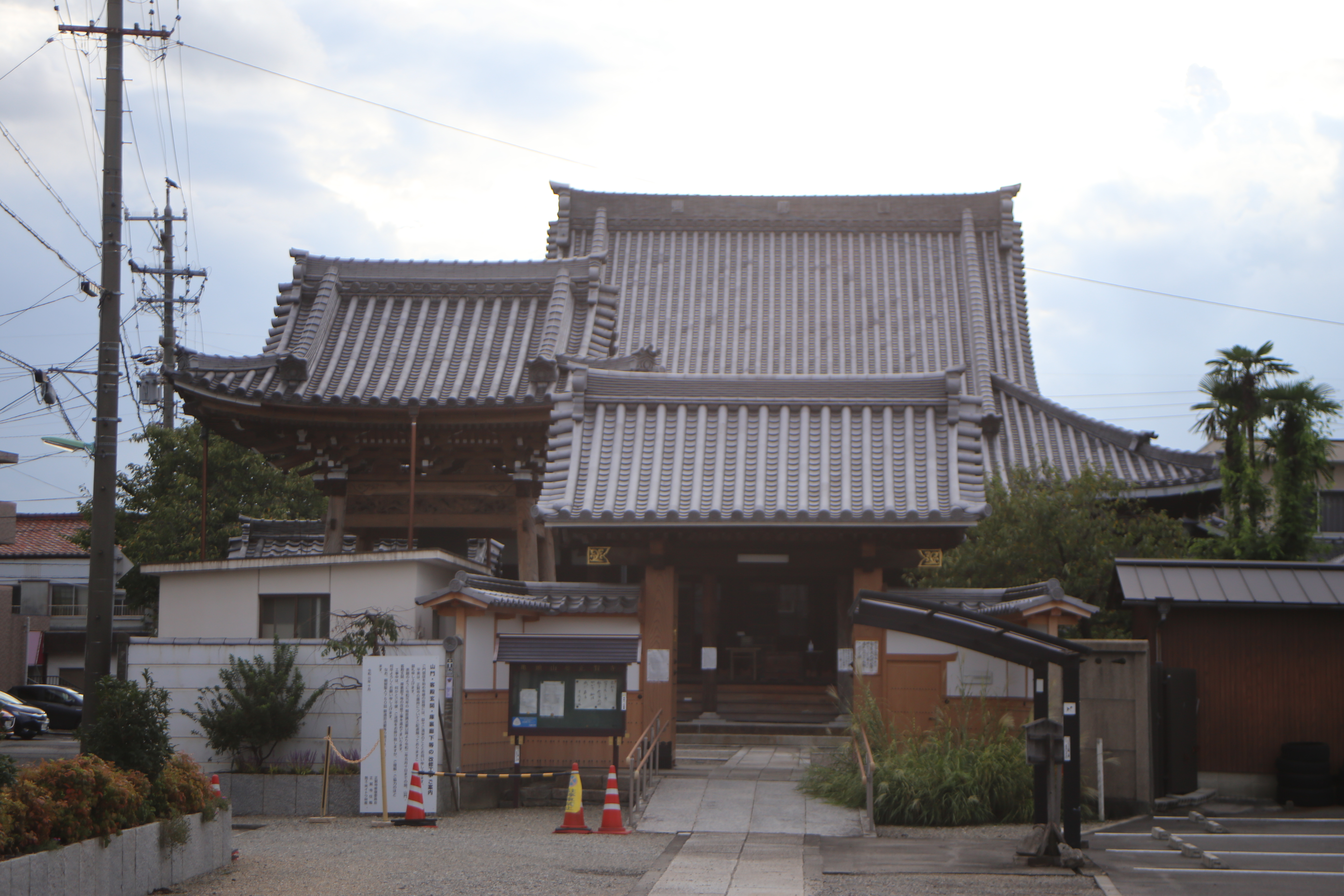
正賢寺

- 正賢寺

## その他

### 日本郵便
- 郵便番号 : 453-0827[WEB 3]（集配局：中村郵便局[WEB 8]）。

### WEB
1. ↑  “愛知県名古屋市中村区の町丁・字一覧”.   人口統計ラボ. 2019年3月3日閲覧。
2. 1 2  “町・丁目(大字)別、年齢(10歳階級)別公簿人口(全市・区別)”.   名古屋市 (2019年2月20日). 2019年2月20日閲覧。
3. 1 2  “郵便番号”.  日本郵便. 2019年2月10日閲覧。
4. ↑  “市外局番の一覧”.   総務省. 2019年1月6日閲覧。
5. ↑  “中村区の町名一覧”.   名古屋市 (2017年6月1日). 2019年2月28日閲覧。
6. ↑  “市立小・中学校の通学区域一覧”.   名古屋市 (2018年11月10日). 2019年1月14日閲覧。
7. ↑  “平成29年度以降の愛知県公立高等学校（全日制課程）入学者選抜における通学区域並びに群及びグループ分け案について”.   愛知県教育委員会 (2015年2月16日). 2019年1月14日閲覧。
8. ↑  郵便番号簿 平成29年度版 - 日本郵便. 2019年02月26日閲覧 (PDF)

### 書籍
1. 1 2 3 4 5 6 7 8  名古屋市計画局 1992, p. 775.
2. 1 2 3 4 5 6 7 8 9 10 11 12 13 14 15 16 17 18 19 20 21 22 23 24 25 26 27 28 29 30 31  名古屋市計画局 1992, p. 904.